# The Grand Vizier's Garden Party
The Grand Vizier's Garden Party és la quarta suite del quart àlbum d'estudi de Pink Floyd Ummagumma. És una cançó de tres parts escrita per Nick Mason, que va comptar amb la que aleshores era la seva dona, Lindy, tocant la flauta. i Mason tocant un solo de bateria de set minuts com a segona part de la peça. Encara que no es va interpretar en directe, un solo de bateria similar, "Work" es va incorporar a la suite en directe "The Man".
A excepció de «Speak to Me» de Dark Side of the Moon, aquesta és l'única cançó de Pink Floyd on Nick Mason va rebre els crèdits de compositor en solitari.
El títol de la cançó fa referència a que The Grand Vizier era el títol de l'home que era la mà dreta del faraó a l'antic Egipte.

## Parts
Part 1: Entrance (1:00)
L'"Entrada" (Entrance en anglès) de la suite és una pista curta que s'obre amb dues flautes tocant melodies suaus que responen l'una a l'altra. A continuació, comença un redoble de tambors i prepara l'escenari per a l'"Entertainment".
Part 2: Entertainment (7:06)
The Grand Vizier's Garden Party: Entertainment és un treball fortament experimental sobre sons de bateria i percussió. Nick Mason fa una demostració dels sons de molts instruments de percussió, començant pels toms que toca mentre els afina (canviant la tensió de la pell), cosa que fa que el seu to canviï amb cada impacte. Mason utilitza diversos instruments de percussió, com toms, plats, tambors, esquelles, etc.
Quan acaba de presentar els sons de tots els instruments, mostra una mica de manipulació del so, utilitzant sons amb molt ressò per fer-los semblar a notes del teclat. A continuació, comença a desconstruir aquests sons i manipular-los per formar diferents ritmes, creant efectivament un dels primers treballs de mostreig coneguts a la història del rock.
Després d'això, Mason interpreta un solo de bateria que més tard s'uneixen amb els elements mostrejats escoltats abans, per a una seqüència de final ràpida.
Part 3: Exit (0:38)
La "sortida" (Exit en anglès) de la suite veu el retorn de les flautes de Lindy Mason. En aquesta ocasió, n'hi ha quatre: les dues que ja apareixen a l'Entrance i dos més d'addicionals per fer encara més melòdic el conjunt.

## Crèdits
- Nick Mason – drums (live album); percussion, effects on "The Grand Vizier's Garden Party" parts 1 & 2
- Lindy Mason – flutes on "The Grand Vizier's Garden Party" Parts 1 & 3 (uncredited)

- David Gilmour – guitarres, veu, baix, piano, orgue, mellotron, bateria, percussió